# Hemisturmia scissilis
Hemisturmia scissilis är en tvåvingeart som först beskrevs av Henry J. Reinhard 1962.  Hemisturmia scissilis ingår i släktet Hemisturmia och familjen parasitflugor. Inga underarter finns listade i Catalogue of Life.